# On2 Technologies
On2 Technologies, Inc. originalmente conocida como The Duck Corporation, fue una empresa especializada en desarrollar tecnologías de compresión de vídeo. Desde el 19 de febrero de 2010 pasó a ser una subsidiaria de Google Inc.

## Historia

### Orígenes
Bajo el nombre "The Duck Corporation" publicaron sus dos primeros códecs el TrueMotion 1 y el TrueMotion 2.

### On2 Technologies
Los codécs de On2 Technologies fueron desde sus orígenes una buena alternativa a otros códecs privativos, siendo desarrollados para competir directamente con codécs de vídeo como por ejemplo Windows Media Video, RealVideo, MPEG-4 y H.264/MPEG-4 AVC. El resultado fue positivo para On2 siendo elegidos sus códecs por empresas tales como Adobe (Macromedia), Apple Computer, RealNetworks, Skype y AOL, porque ofrecían muy buena calidad de vídeo, sin tener costes excesivos en su licencia, ni problemas de patentes, debido a que llevaban desarrollando su propio software de compresión de vídeo desde 1991.
Entre otros, algunos de los códecs que On2 desarrollaba se encuentran:
- VP3, el cual donó a la Fundación Xiph.org como código libre y que es la base del códec Theora.
- VP6, usado como la tecnología de compresión de vídeo en Macromedia Flash 8.
- VP7, que mejoraba hasta un 50% la calidad sobre el VP6.

### Adquisisión por parte de Google
En agosto del 2009 Google hizo una oferta por la compra de On2 por 106,5 millones de dólares en acciones. Para el 7 de enero Google ha hecho un aumento de 15 céntimos en su oferta de la compra para que el precio de oferta de la compra fuese de 133.9 millones de dólares.

## Lista de códecs de vídeo
- TrueMotion 1
- TrueMotion 2
- VP3
- VP4
- VP5
- VP6
- VP7
- VP8